# Dore O.
Dore O. Nekes (* 9. August 1946 als Dorothea Alwine Oberloskamp in Mülheim an der Ruhr; † vor dem 7. März 2022 ebenda) war eine deutsche Filmemacherin, Malerin und Fotografin. Sie wirkte vor allem im Bereich des Experimentalfilms und war Mitbegründerin der Hamburger Filmmacher Cooperative.

## Leben
Nach einem Design-Studium an der Fachhochschule Krefeld und dem Studium der Malerei in Perugia und Hamburg war sie als Darstellerin in Filmen von Werner Nekes tätig, den sie 1967 heiratete. 1968 wurde sie – gemeinsam mit Helmut Herbst, Hellmuth Costard, Thomas Struck und anderen, auch ihrem Mann Werner Nekes – Mitbegründerin der Hamburger Filmmacher Cooperative. Ebenfalls ab 1968 produzierte sie eigene Filme, Bücher, Bilder und Fotos. Die interdisziplinäre Kunstdarstellung Dore O.s verband Landschaften, Architektur und Menschen zu vieldimensionalen und oft experimentellen Bildgeflechten.
Dore O. war 1972 Teilnehmerin der Documenta 5 in Kassel und auch auf der Documenta 6 im Jahr 1977 als Künstlerin vertreten. In ihren letzten Lebensjahren wurde ihr Werk immer wieder in Retrospektiven gezeigt. Sie lebte in Mülheim an der Ruhr und arbeitete zuletzt mit der Deutschen Kinemathek an der Restaurierung ihrer Arbeiten. Das Ergebnis zeigt das Museum für Film und Fernsehen der Kinemathek in Berlin 2021/2022 mit Filmen von Dore O. aus den 1970er Jahren in der Sonderausstellung Frame by Frame – Film restaurieren. Im Januar 2022 wurde sie für ihr Lebenswerk mit dem Ehrenpreis der Deutschen Filmkritik ausgezeichnet.
Dore O., die seit dem 23. Februar 2022 als vermisst galt, wurde am 7. März 2022 tot in der Ruhr aufgefunden.
Daniel Kothenschulte würdigte sie in seinem Nachruf als eine der größten Künstlerinnen des deutschen Kinos, die „atemberaubende, höchst persönliche Experimentalfilme“ gedreht habe. Ihr Werk sei von unbeirrter Eigenständigkeit und lasse sich keiner Schule zuordnen. „Umso radikaler wirken ihre Filme bis heute in ihrer Verbindung aus freier, abstrahierender Bildsprache und lyrischen Elementen, manchmal auch einer fast verborgenen Narration.“

## Filmografie (Auswahl)
Regisseurin
- 1967: Jüm-Jüm
- 1969: Alaska
- 1969: Lawale
- 1971: Kaldalon
- 1973: Blonde Barbarei
- 1974: Kaskara
- 1977: Frozen Flashes
- 1981: Beuys
- 1982: Stern des Méliès
- 1982: Nekes
- 1985: Enzyklop
- 1988: Blindman’s Ball
- 1991: Candida
- 1994: Xoanon
- 1997: Endo-Heat
- 1998: Thermoment
- 2000: Eye-Step

Schauspielerin
- 1966: Artikel
- 1967: Jüm-Jüm
- 1967: gurtrug Nr. 2
- 1967: Das Seminar
- 1968: Kelek
- 1968: Vis-à-vis
- 1968: Mama, da steht ein Mann
- 1969: Alaska
- 1969: Nebula
- 1969: Dämonische Leinwand. 4. Heimkehr nach St. Pauli
- 1969: Lawale
- 1971: Kaldalon
- 1973: Blonde Barbarei
- 1973: Hynningen
- 1974: Makimono
- 1974: Kaskara
- 1977: Frozen Flashes
- 1982: Uliisses
- 1986: Johnny Flash

## Auszeichnungen
- 1970: Filmband in Silber für Jüm-Jüm
- 1974: Preis der deutschen Filmkritik für Kaskara
- 1974: Grand Prix für Kaskara auf EXPRMNTL 5 in Knokke
- 1974: Ruhrpreis für Kunst und Wissenschaft der Stadt Mülheim
- 1981: Preis der deutschen Filmkritik für Beuys
- 2012: Hermann-Lickfeld-Förderpreis für Bildende Kunst
- 2022: Ehrenpreis der deutschen Filmkritik für das Lebenswerk